# رود لیائو
 رود لیائو رودی است به دریای زرد می‌ریزد. این رود از کشور جمهوری خلق چین می‌گذرد.